# Ludza (distrito)
Ludza (letão: Ludzas rajons) é um distrito da Letônia localizado na região de Latgale. Sua capital é a cidade de Ludza.
A população é composta de: letões 54%, russos 36%, bielorrussos 4%, ucranianos 1% e outros 3%.